# Действенный анализ
Де́йственный анализ — метод работы над пьесой, разработанный К. С. Станиславским. Внутреннее состояние человека, его мысли, желания, отношения должны быть выражены как в слове, так и в определённом физическом поведении. Подробно описала и разработала метод М. О. Кнебель.
Совершенствуя свой творческий метод, К. С. Станиславский отметил, что длительный застольный период может развивать пассивность актёра. Исполнитель перекладывает ответственность на режиссёра и ждет, что вся работа будет сделана за него. Также многие реплики невозможно произнести органично, сидя за столом. Сидящая фигура может мешать нахождению верного самочувствия, слова будут звучать фальшиво.
Для актёра при работе над ролью на смену вопросу «Чего я хочу?» приходит вопрос «Что я делаю?». Двуединый процесс, лежащий в основе методики, так называемой «разведки умом» и «разведки телом», опирается на способность событийно воспринимать действительность.
К. С. Станиславский приводил в пример поведение человека, который ненадолго зашел в магазин и потерял своего сына. Странно было бы, если этот человек, курил папиросы и, облокотившись о стену, звал мальчика по имени.
Событие — действенный факт, процесс, меняющий поведение героев. В основе события лежит жизненное происшествие, в котором существует зародыш борьбы двух противоборствующих сил.
Умение организовать сценическое событие является важнейшим инструментом профессии режиссёра. Пьеса делится на события, события на более мелкие куски. Умение определить и назвать текущее событие в пьесе позволяет всем участникам быть вовлеченными в единый процесс, таким образом постоянно поддерживая и развивая конфликт произведения, обнажая его нерв. Событие толкает историю вперед действиями.

## Действенный анализ в работе Г. А. Товстоногова
Одним из последователей работы по данному методу был Г. А. Товстоногов. Он применял его в своей режиссёрской и педагогической деятельности, впоследствии сформулировав следующую последовательность событий спектакля:
Исходное событие находится за рамками повествования. Это событие, которое предшествует действию, разворачивающемуся на глазах у зрителя. Исходное событие — это такое событие, в котором уже зародилась тема произведения, зародился основной конфликт или весомый повод который повлияет на его зарождение.
Основное событие. После заявления ведущего предлагаемого обстоятельства, вступает в действие основной конфликт и начинается борьба по сквозному действию.
Центральное событие. В этом временном отрезке основной конфликт должен окончательно затронуть всех участвующих персонажей.
Финальное событие. Здесь исчерпывается ведущее предлагаемое обстоятельство и заканчивается борьба по сквозному действию со знаками «плюс» или «минус».
Главное событие. Может лежать вне материала пьесы, это то, что случается после того как произнесена последняя реплика и совершено последнее действие актёром.